# 宣和博古図録

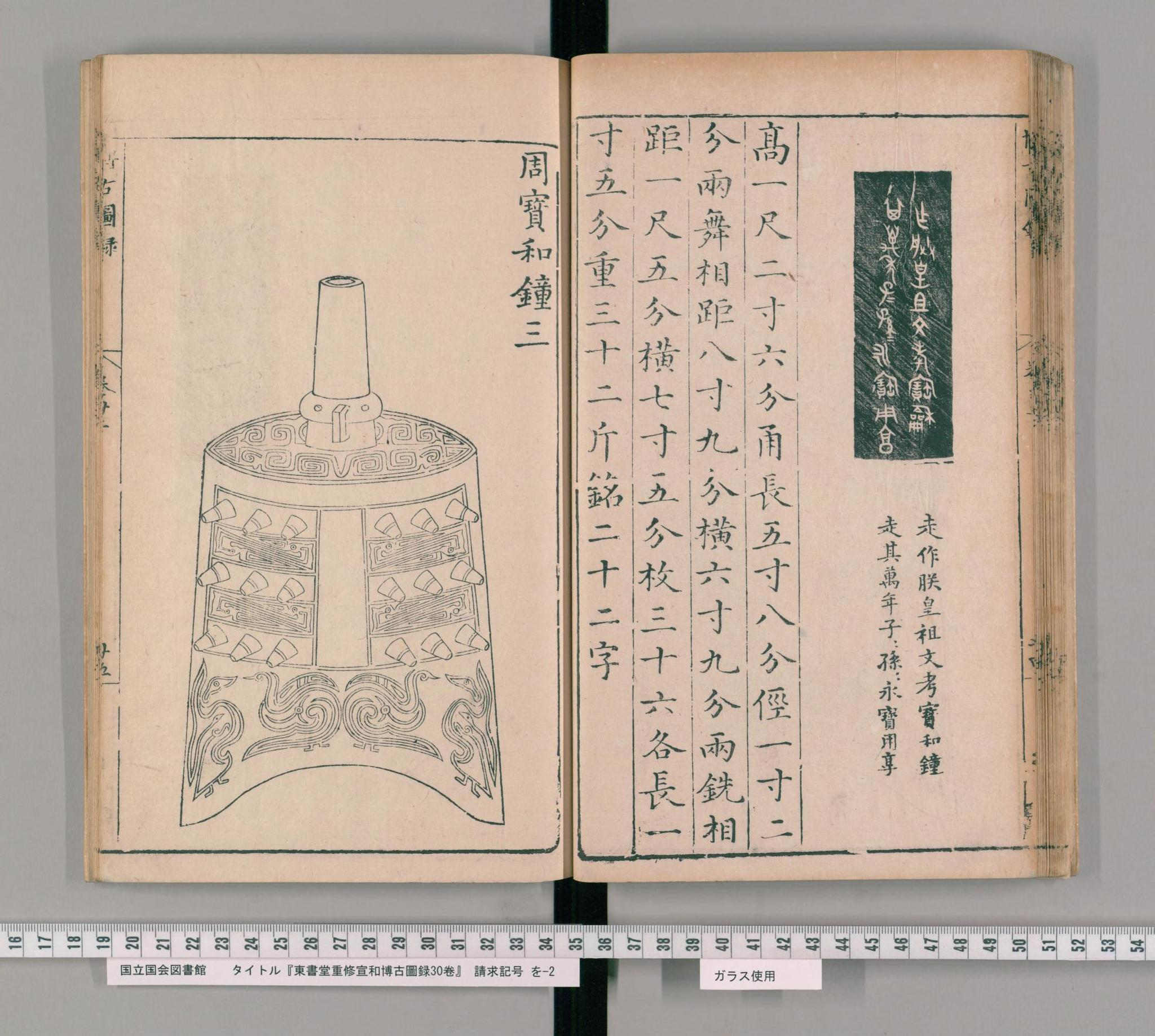
『宣和博古図録』

『宣和博古図録』（せんなはくこずろく）は、中国北宋の金石学の書物。中国の青銅器の図録。徽宗皇帝の勅命により王黼らが編纂した。近現代の中国考古学にも影響を与えた。
『博古図』『博古図録』『宣和博古図』『重修宣和博古図』『重修宣和博古図録』などともいう。

## 内容
鼎から銅鏡まで20種類・839器を収録し、各種類の冒頭に総説、各器毎に写生図・金文拓本の模刻と釈文・寸法・重量・考証などを載せる。全30巻。

## 成立
開封宮中の宣和殿所蔵の徽宗の古銅器コレクションが本書の中心となっている。宣和殿には書画なども収蔵され『宣和書譜』『宣和画譜』も作られた。
北宋代は、木版印刷の発達により出版文化が栄えた時代であると同時に、古銅器蒐集が流行した時代でもあった。金石学・礼学においては研究対象として、文人趣味・骨董趣味においては美術品として、古銅器が蒐集された。古銅器の模倣品を作る「倣古」も行われた。徽宗はさらに、臣下への下賜の品や道教的な祭具としても古銅器を利用した。
1107年（大観元年）に一旦完成した後、1123年（宣和5年）に重修された。主編者の王黼は編纂当時校書郎であり、後に宰相となった。編纂にあたり、先行の呂大臨『考古図』や、李公麟・黄伯思の図録が利用された。聶崇義『三礼図』の誤りを正したともいう。

## 受容
本書は呂大臨『考古図』とともに器形研究を開拓し、特に紋様研究を開拓した。「饕餮文」「夔龍文」などの用語は本書に由来する。また蒐集や倣古のための手引書としても使われた。
本書は後世度々重刻され、明末の『泊如斎重修宣和博古図録』『東書堂重修宣和博古図録』、清の『亦政堂重修宣和博古図録』といった坊刻本で民間にも親しまれた。泊如斎本は、明末の著名画家である丁雲鵬らにより図の描き直しがされている。明末以降の主な出版地は新安であり、新安商人の古銅器蒐集が背景にあったと推測される。
本書は呂大臨『考古図』、朱徳潤『古玉図』とともに「三古図」と称される。亦政堂本は三古図まとめての重刻だった。
清の乾隆帝は本書に倣い、図録『西清古鑑』を梁詩正らに編纂させた。
日本の「泉屋博古館」の「博古」は本書に由来する。